# Fabrizio Gironi
Fabrizio Gironi (Vimercate, 18 marzo 2000) è un pallavolista italiano, opposto del Verona.

## Carriera

### Club
La carriera di Fabrizio Gironi inizia nella stagione 2014-15 in Serie C con il Segrate: con lo stesso club disputa la Serie B2 nella stagione 2015-16 e la Serie B a partire da quella 2016-17.
Nella stagione 2018-19 viene ingaggiato dalla Powervolley Milano, esordendo in Superlega, mentre nell'annata 2020-21 è in Serie A2 grazie all'acquisto da parte della Prisma Taranto, con cui ottiene la promozione nella massima divisione e dove gioca con la stessa squadra nel campionato 2021-22.
Nella stagione 2022-23 si accasa alla You Energy, vincendo la Coppa Italia 2022-23, venendo talvolta impiegato come opposto per sopperire alla mancanza di un secondo giocatore in tale ruolo nella squadra; mantiene tale ruolo anche a partire dall'stagione 2024-25 quando ritorna alla Prisma Taranto, per poi proseguire la sua carriera, nella stagione 2025-26, con il Verona, sempre in Superlega.

### Nazionale
Tra il 2015 e il 2017 fa parte della nazionale italiana under 19, mentre nel 2018 è in quella under 20.
Nel 2019 ottiene le prime convocazioni nella nazionale maggiore, con cui nel 2022 si aggiudica il bronzo ai XIX Giochi del Mediterraneo.

## Palmarès

### Club
- Coppa Italia: 1

2022-23
- Coppa Italia di Serie A2: 1

2020-21

### Nazionale (competizioni minori)
- Giochi del Mediterraneo 2022
- Memorial Hubert Wagner 2023